# St. Shott’s
St. Shott’s to najbardziej wysunięte na południe miasto w kanadyjskiej prowincji Nowa Fundlandia i Labrador. Według danych ze spisu powszechnego z 2021 roku miasto liczyło 55 mieszkańców.
Miasto znajduje się na wyspie Nowa Fundlandia, w południowej części półwyspu Avalon, między zatokami Trepassey Bay oraz St. Mary’s Bay. Do miasta można dojechać drogą St. Shott’s Road (Route 10–52), łączącą miasto z drogą Route 10, znaną również jako Irish Loop Drive.

## Historia
Najstarsza znana wzmianka o mieście znajduje się na mapie z 1544 roku, na której jest umieszczone pod starofrancuską nazwą „Cap de Chincete”. Nazwa jest inspirowana skalistym charakterem wybrzeża, nad którym jest położona miejscowość.
W ciągu ostatnich pięciu wieków na wodach u wybrzeży miasta doszło do licznych katastrof morskich. W 1919 roku holenderski parowiec „Anton van Driel” osiadł na mieliźnie w mglisty dzień podczas podróży z Nowej Szkocji do Rotterdamu. Spośród 30 osób na pokładzie tylko trzy przeżyły katastrofę. W celu zapobieżenia tego typu katastrofom, w 1851 r. wybudowana została latarnia morska na przylądku Cape Pine, kilka kilometrów na wschód od miasta.

## Demografia
W spisie ludności z 2021 roku, przeprowadzonym przez agencję Statistics Canada, St. Shott’s liczyło 55 mieszkańców mieszkających w 34 z 50 prywatnych lokali mieszkalnych, co stanowi zmianę o -16,7% w stosunku do 66 mieszkańców miasta w 2016 roku. Gęstość zaludnienia miasta wynosiła wówczas ok. 51,4/km² przy powierzchni 1,14 km².

## Klimat
St. Shott’s znajduje się pod wpływem klimatu subarktycznego (Dfc). Klimat ten jest drugim najbliżej położonym równika na półkuli północnej poza Wyspami Kurylskimi. Ze względu na łagodzący wpływ Oceanu Atlantyckiego i Prądu Labradorskiego amplituda temperatury powietrza jest tu ograniczona. Lata są tu chłodne, w związku z czym temperatura rzadko przekracza 21°C. Zimy są bardzo łagodne jak na standardy kanadyjskie, lecz mogą trwać przez pół roku. Opadom śniegu często towarzyszą opady deszczu, przez co warstwa śniegu rozpuszcza się lub przyczynia się do powstania błota pośniegowego. Średnia liczba dni z temperaturą powyżej 20°C wynosi 1,9 dni, natomiast przy temperaturach poniżej 0°C średnia wynosi 57,8 dni. Rekordowe opady śniegu miały miejsce 26 stycznia 1987 r. i wyniosły 26 cm. Największa grubość warstwy śniegu została zarejestrowana 14 marca 1987 r. i wynosiła 164 cm. Opady są obfite przez cały rok i wynoszą ponad 1500 mm.
| Miesiąc                                                                             | Sty   | Lut   | Mar  | Kwi  | Maj  | Cze  | Lip  | Sie  | Wrz  | Paź  | Lis  | Gru   | Roczna |
| ----------------------------------------------------------------------------------- | ----- | ----- | ---- | ---- | ---- | ---- | ---- | ---- | ---- | ---- | ---- | ----- | ------ |
| Rekordy maksymalnej temperatury [°C]                                                | 9,5   | 9,0   | 12,5 | 17,5 | 17,5 | 21,0 | 24,0 | 23,5 | 23,0 | 19,4 | 14,0 | 11,5  | 24,0   |
| Średnie temperatury w dzień [°C]                                                    | 0,1   | -0,8  | 1,0  | 4,4  | 8    | 11,3 | 14,9 | 16,8 | 14,7 | 10,6 | 6,5  | 2,3   | 7,5    |
| Średnie dobowe temperatury [°C]                                                     | -3,1  | -4    | -1,9 | 1,7  | 4,8  | 8,2  | 12   | 14   | 11,7 | 7,6  | 3,7  | -0,7  | 4,5    |
| Średnie temperatury w nocy [°C]                                                     | -6,2  | -7    | -4,7 | -1   | 1,7  | 4,8  | 9,4  | 11   | 8,8  | 4,6  | 0,9  | -3,6  | 1,6    |
| Rekordy minimalnej temperatury [°C]                                                 | -19,5 | -23,3 | -26  | -11  | -8   | -2,5 | 0    | 0    | -2   | -8   | -12  | -18,3 | −26,0  |
| Opady [mm]                                                                          | 142   | 104   | 126  | 114  | 111  | 129  | 123  | 112  | 139  | 144  | 138  | 132   | 1514   |
| Opady śniegu [cm]                                                                   | 34    | 32    | 21   | 4,6  | 0,76 | 0    | 0    | 0    | 0    | 0    | 3    | 16    | 111,36 |
| Źródło: https://www.eldoradoweather.com/canada/climate2/St%20Shotts.html 2023-04-06 |       |       |      |      |      |      |      |      |      |      |      |       |        |